# Lyrognathus crotalus
Lyrognathus crotalus is een spinnensoort uit de familie van de vogelspinnen (Theraphosidae).
De wetenschappelijke naam van de soort werd in 1895 gepubliceerd door Reginald Innes Pocock.